# Conus iodostoma
Conus iodostoma é uma espécie de gastrópode do gênero Conus, pertencente à família Conidae.

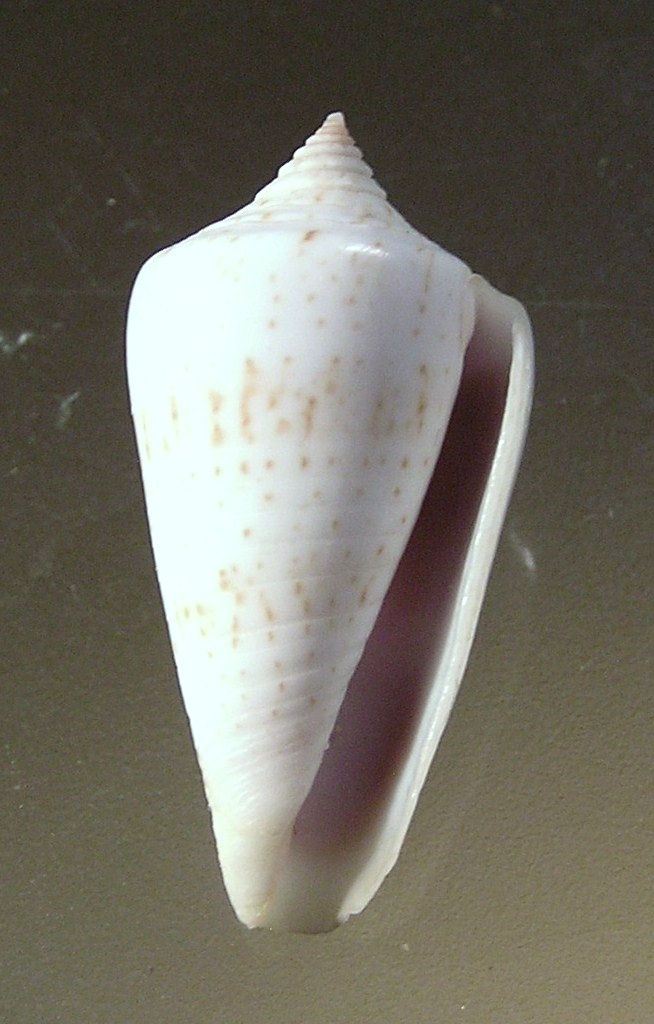